# Sultana Razia (política)
Sultana Razia é uma política do Jamaat-e-Islami de Bangladesh e ex-membro do Parlamento de Bangladesh num assento reservado.

## Carreira
Sultana Razia foi um membro do parlamento nomeada pelo partido Jamaat-e-Islami de Bangladesh para assento reservado para mulheres n.º 33 do 8.º Jatiya Sangsad.